# 382 a.C.
Il 382 a.C. (CCCLXXXII a.C. in numeri romani) è un anno  del IV secolo a.C.

## Eventi
Battaglie di Cabala e Cronio, in Sicilia tra Greci e Cartaginesi.
- Roma
  - Sono eletti tribuni consolari Gaio Sulpicio Camerino, Spurio Papirio Crasso, Lucio Papirio Crasso, Servio Cornelio Maluginense, Quinto Servilio Fidenate e Lucio Emilio Mamercino

## Nati
- Antigono I Monoftalmo, militare macedone antico († 301 a.C.)
- Filippo II di Macedonia, sovrano macedone antico († 336 a.C.)

## Morti
- Adimanto, nobile greco antico (n. 432 a.C.)
- Ismenia, politico greco antico